# Івендейл (Огайо)
Івендейл (англ. Evendale) — селище (англ. village) в США, в окрузі Гамільтон штату Огайо. Населення — 2669 осіб (2020).

## Географія
Івендейл розташований за координатами 39°15′3″ пн. ш. 84°25′35″ зх. д. / 39.25083° пн. ш. 84.42639° зх. д. (39.250781, -84.426449).  За даними Бюро перепису населення США в 2010 році селище мало площу 12,28 км², уся площа — суходіл.

## Демографія
Згідно з переписом 2010 року, у селищі мешкало 2767 осіб у 1063 домогосподарствах у складі 877 родин. Густота населення становила 225 осіб/км².  Було 1098 помешкань (89/км²).
Расовий склад населення:
| - 88,0 % — білих - 6,5 % — чорних або афроамериканців - 4,3 % — азіатів - 0,3 % — корінних американців |

До двох чи більше рас належало 0,6 %. Частка іспаномовних становила 0,4 % від усіх жителів.
За віковим діапазоном населення розподілялося таким чином: 20,6 % — особи молодші 18 років, 59,8 % — особи у віці 18—64 років, 19,6 % — особи у віці 65 років та старші. Медіана віку мешканця становила 50,3 року. На 100 осіб жіночої статі у селищі припадало 97,5 чоловіків;  на 100 жінок у віці від 18 років та старших — 96,1 чоловіків також старших 18 років.
Середній дохід на одне домашнє господарство  становив 130 393 долари США (медіана — 110 357), а середній дохід на одну сім'ю — 144 971 долар (медіана — 116 875). Медіана доходів становила 78 365 доларів для чоловіків та 56 154 долари для жінок. За межею бідності перебувало 1,6 % осіб, у тому числі 0,0 % дітей у віці до 18 років та 0,0 % осіб у віці 65 років та старших.
Цивільне працевлаштоване населення становило 1442 особи. Основні галузі зайнятості: освіта, охорона здоров'я та соціальна допомога — 25,9 %, виробництво — 16,6 %, науковці, спеціалісти, менеджери — 14,4 %.